# Mary Therese Kalin Arroyo
Mary Therese Kalin-Arroyo est née en 1944 en Nouvelle-Zélande. Elle est professeur de biologie à l'Université du Chili. Ses travaux portent sur la révision du genre indigène Ourisia et la découverte de plusieurs nouvelles espèces en Nouvelle-Zélande. Ses études conduisent à la désignation du centre du Chili comme point chaud de la biodiversité,.

## Biographie

### Enfance, éducation et débuts
Elle obtient son baccalauréat spécialisé en sciences à l'Université de Canterbury à Christchurch, en Nouvelle-Zélande. Elle reçoit son diplôme avec les honneurs de première classe en 1967. Elle passe son doctorat en botanique à l'UC Berkeley en 1971. L'année suivante, Kalin-Arroyo fait un post-doctorat avec Peter Raven au New York Botanical Garden.
En 1978, elle épouse Manuel Arroyo et avec leur fils, déménage à l'Université du Chili où elle travaille comme professeur associé. Elle devient plus tard professeur titulaire en 1984. Elle est directrice de l'Institut d'écologie et de biodiversité de l'Université du Chili,,.

## Recherche
Les travaux de Kalin-Arroyo portent sur la biologie reproductive des plantes, principalement les pollinisateurs en haute altitude et l'évolution des systèmes reproducteurs. Son deuxième domaine de recherche est la biogéographie, où elle s'intéresse à la distribution des plantes d'altitude. Elle applique la combinaison de ses études sur les systèmes reproducteurs des plantes avec des recherches sur des communautés complètes vers la conservation. En outre, Dr Kalin-Arroyo a également mené des travaux de conservation où elle évalue le succès de la conservation dans 16 aires protégées chiliennes. Cela conduit le centre du Chili à être déclaré point chaud de la biodiversité,,.
Une autre de ses réalisations est d'obtenir un accord pour protéger jusqu'à 68 000 acres à perpétuité (25%) du bassin versant de la rivière Condor au Chili,

## Prix et distinctions
En 1984, elle remporte la bourse John Simon Guggenheim. En 1998, elle est élue "Fellow of the Linnean Society of London" en 1995 et "Membre correspondant de la Botanical Society of America". En 1996, elle reçoit le prix du mérite Labarca "en reconnaissance de ses réalisations académiques exceptionnelles dans le domaine de leur profession, dans le domaine de la culture et du service au pays". En 1997-1999, elle reçoit une "chaire présidentielle en sciences" par le président du Chili. En 1998, elle est élue "Honorary Fellow of the Royal Society of New Zealand" pour son pays natal. En 1999, avec Ramon Latorre, elle est "Membre étranger de l'Académie des sciences des États-Unis", constituant l'un des deux premiers scientifiques du pays à avoir reçu cette haute distinction. En 2003, elle rejoint l'Académie chilienne des sciences en tant que membre correspondant,. En 2010, elle remporte le prix national chilien des sciences naturelles.

## Taxons
- Acosmium cardenasii HSIrwin & Arroyo
- Gentianella multicaulis (Gillies ex Griseb. ) Fabris (syn. Gentianella gilliesii ( Gilg ) Martic. & Arroyo nom. illégal. )
- Nassauvia coronipappa Arroyo et Martic. ( [7] )
- Oriastrum achenohirsutum (Tombesi) AMR Davies (syn. Chaetanthera acheno-hirsuta Arroyo et al. [8] )